# Ruda (dopływ Narwi)
Ruda – struga, prawy dopływ Narwi o długości 10,69 km. Wypływa w okolicach wsi Hoźna i płynie na południe. Mija miejscowości: Ogrodniki, Iwanki i Rohozy. Następnie przepływa pod drogą wojewódzką nr 685 i naprzeciwko wsi Narew wpada do Narwi.
Do Rudy wpływa rzeka Zabłoczanka.